# 施華斯體育會
施華斯體育會（土耳其語：Sivasspor）是一個位於土耳其錫瓦斯的職業足球俱樂部，自2017–18賽季起參加土超聯賽，並於2021–22賽季獲得土耳其盃冠軍。
在2019–20賽季，施華斯堡於土超排名第4，首次獲得歐霸盃分組賽參賽資格。
在2020–21年歐霸盃分組賽，施華斯堡雙殺卡拉巴克，完成了隊史歐洲賽分組賽第1和第2次勝利。